# Rubielos de la Cérida
Rubielos de la Cérida è un comune spagnolo di 59 abitanti situato nella comunità autonoma dell'Aragona.